# Герб князів Острозьких і Заславських
Герб Острозьких, Герб Заславських, Баклай (лат. baca — перлина i лат. laius — білий (без полиску)) — герб найпотужнішого руського князівського роду пізньосередньовічного і ранньомодерного періодів. Його найдавніше відоме геральдичне зображення датується 1366 роком.

## Герб князів Острозьких

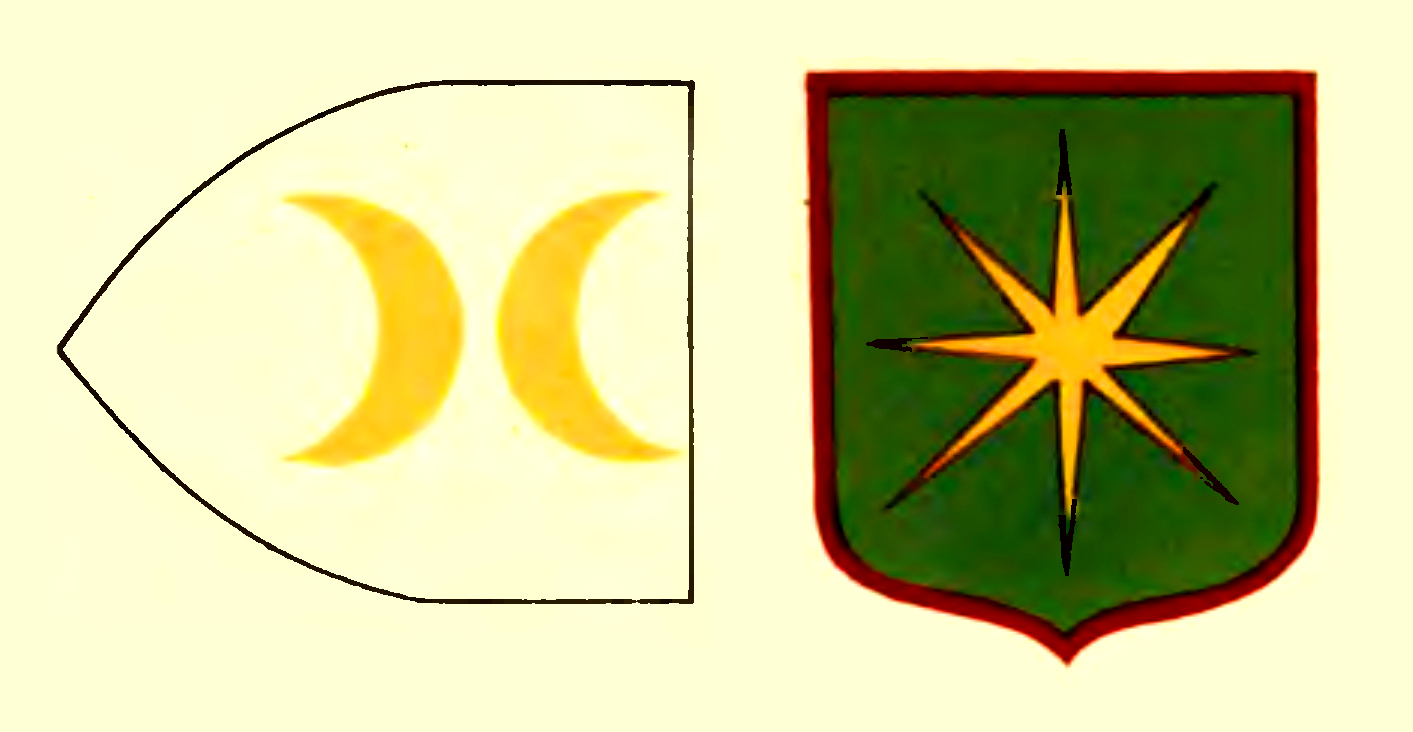
Герб і прапор Ксорману з «Книги знань про всі королівства», що приписуються Олегом Однороженком «країні Роксії»

Вже на печатці Данила з Острога (†1376) князя турівського та острозького зображено родовий знак у вигляді з'єднаних стовпом двох півмісяців, що лежать рогами додолу над восьмипроменевою зіркою.
У гербовнику «Книзі знань про всі королівства» (1350), авторства кастильського монаха-францисканця, згадується країна Роксія (Русь). Подається опис її герба — на зеленому полі золота восьмипроменева зірка, і стягу — на срібному полі два золоті півмісяці, що нарізно лежать рогами. На думку дослідника Олега Однороженка ці фігури певною мірою подібні до герба Острозького князівства, що дає підстави датувати початки цього герба 1350 роком.

## Герб князів Заславських
1520 і 1534 роками датується найдавніша сфрагістична пам'ятка князів Заславських — печатка Андрія Юрійовича Заславського († бл. 1535). Геральдична фігура зображена на печатці в цілому подібна до герба спорідненого роду Острозьких. На печатці зображено іспанський готичний щит, в полі якого розміщено княжий родовий знак у вигляді з'єднаних стовпом двох півкіл з кінцями загнутими додолу і вбік над шестипроменевою «зіркою».

## Різновиди герба

Печатка Андрія Юрійовича Заславського, 1520 рік
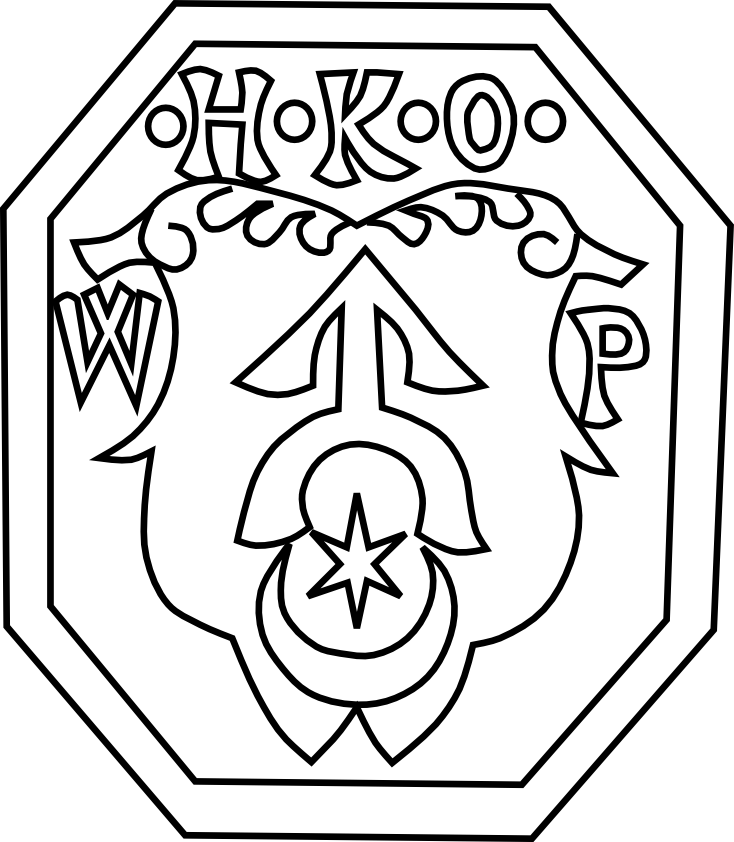
Печатка Гальшки Острозької, 1582 рік
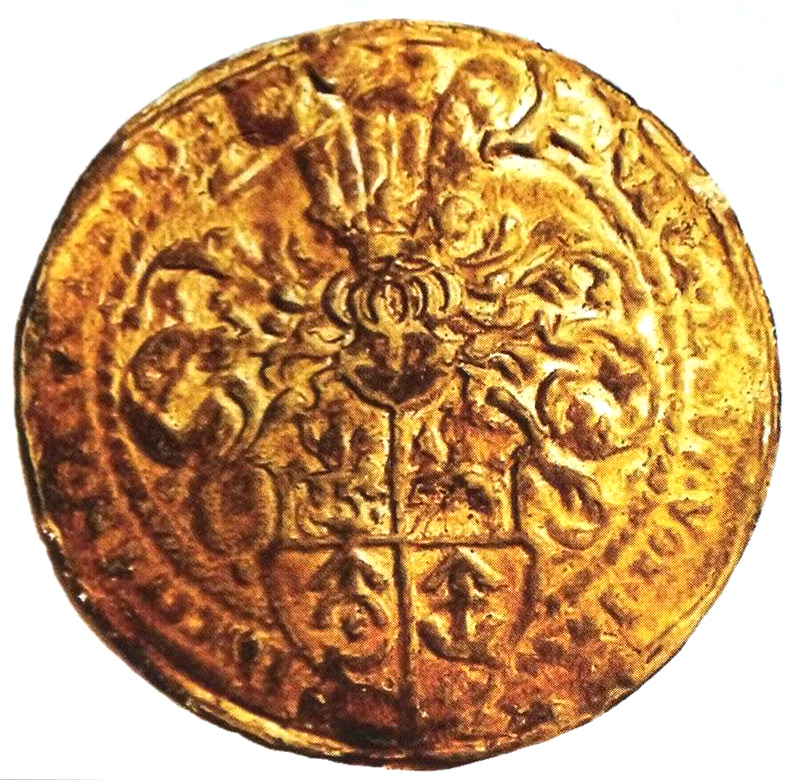
Реверс медалі Василя Костянтина Острозького, XVI століття
Емблема 30-ї окремої механізованої бригади
Варіант герба Острозьких (реконструкція)
Варіант герба Острозьких (реконструкція)
Варіант герба Острозьких (реконструкція)